# Roope Tonteri
Roope Tonteri (ur. 18 marca 1992 w Valkeala) – fiński snowboardzista, specjalizujący się w konkurencjach Big Air i slopestyle, czterokrotny medalista mistrzostw świata.

## Kariera
Po raz pierwszy na arenie międzynarodowej pojawił się w 2007 roku, startując na mistrzostwach świata juniorów w Bad Gastein, gdzie był ósmy w big air. Jeszcze dwukrotnie startował na imprezach tego cyklu, najlepszy wynik osiągając podczas mistrzostw świata juniorów w Cardronie w 2010 roku, gdzie był dziesiąty w tej samej konkurencji. W Pucharze Świata zadebiutował 5 stycznia 2008 roku w Grazu, gdzie zajął 32. miejsce w big air. Na podium zawodów pucharowych po raz pierwszy stanął 9 lutego 2008 roku w Moskwie, kończąc rywalizację na drugiej pozycji. W zawodach tych rozdzielił Austriaka Stefana Gimpla i Sindre Iversena z Norwegii. Najlepsze wyniki osiągnął w sezonie 2012/2013, kiedy to zajął szóste miejsce w klasyfikacji generalnej AFU.
Pierwsze sukcesy osiągnął w 2013 roku, kiedy podczas mistrzostw świata w Stoneham zdobył złote medale w obu konkurencjach. Najpierw zwyciężył w slopestyle'u wyprzedzając Kanadyjczyka Marka McMorrisa i swego rodaka, Janne Korpiego. Dzień później wyraźnie wyprzedził Szweda Niklasa Mattssona i Belga Seppe Smitsa. Na rozgrywanych dwa lata później mistrzostwach świata w Kreischbergu ponownie zdobył dwa medale. W slopestyle'u zajął drugie miejsce, rozdzielając dwóch reprezentantów USA: Ryana Stassela i Kyle'a Macka. Następnie był najlepszy w Big Air, wyprzedzając Darcy'ego Sharpe'a z Kanady i Kyle'a Macka. Był też między innymi czwarty w big air podczas mistrzostw świata w Sierra Nevada w 2017 roku, przegrywając walkę i podium z Norwegiem Marcusem Klevelandem. W międzyczasie wystartował na igrzyskach olimpijskich w Soczi, gdzie rywalizację w slopestyle'u ukończył na jedenastej pozycji.

## Osiągnięcia

### Igrzyska olimpijskie
| Miejsce | Dzień    | Rok  | Miejscowość | Konkurencja | Zwycięzca       |
| ------- | -------- | ---- | ----------- | ----------- | --------------- |
| 11.     | 8 lutego | 2014 | Soczi       | Slopestyle  | Sage Kotsenburg |

### Mistrzostwa świata
| Miejsce | Dzień       | Rok  | Miejscowość   | Konkurencja | Zwycięzca       |
| ------- | ----------- | ---- | ------------- | ----------- | --------------- |
| 9.      | 15 stycznia | 2011 | Barcelona     | Big Air     | Petja Piiroinen |
| 1.      | 18 stycznia | 2013 | Stoneham      | Slopestyle  | -               |
| 1.      | 19 stycznia | 2013 | Stoneham      | Big Air     | -               |
| 2.      | 21 stycznia | 2015 | Kreischberg   | Slopestyle  | Ryan Stassel    |
| 1.      | 24 stycznia | 2015 | Kreischberg   | Big Air     | -               |
| 4.      | 17 marca    | 2017 | Sierra Nevada | Big air     | Ståle Sandbech  |
| 17.     | 9 lutego    | 2019 | Park City     | Slopestyle  | Chris Corning   |

### Puchar Świata

#### Miejsca w klasyfikacji generalnej
- sezon 2007/2008: 109.
- sezon 2008/2009: 191.
- sezon 2009/2010: 64.
- sezon 2010/2011: 120.
- sezon 2011/2012: 122.
- sezon 2012/2013: 6.
- sezon 2014/2015: 20.
- sezon 2016/2017: 14.

#### Miejsca na podium chronologicznie
1. Moskwa – 9 lutego 2008 (Big Air) - 2. miejsce
2. Copper Mountain – 11 stycznia 2013 (slopestyle) - 2. miejsce
3. Mönchengladbach – 3 grudnia 2016 (Big Air) - 1. miejsce